# Державна печатка Федеративних Штатів Мікронезії
Державна печатка Мікронезії нагадує попередню печатку підопічної території Тихоокеанські острови, і гласить: «Уряд Федеративних Штатів Мікронезії». Печатка була прийнята Конгресом Федеративних Штатів Мікронезії, а потім прийнята Конгресом США 1986 року.

## Пояснення символіки
Пальмове дерево на коричневому острівці символізують острівне розташування країни. Пальми і острів розташовані на темно-синьому тлі, яке символізує Тихий океан. За океаном — блакитне небо і прапор федерації з чотирма білими п'ятикутніми зірками, що символізують чотири групи островів, які сформували Федеративні Штати Мікронезії.
Під пальмою на білій стрічці напис «Peace, Unity, Liberty» («Мир, Єдність, Свобода»). Нижче стрічки дата 1979, що символізує рік, коли чотири райони підопічної території ратифікували нову конституцію, щоб стати Федеративними Штатами Мікронезії.
Синій фон (світлий і темний) оточений білою облямівкою, що обмежена із зовнішнього боку синім кольором. Цей облямівці напис: «Government of the Federated States of Micronesia» («Уряд Федеративних Штатів Мікронезії»).